# Упрощение иероглифов
Упроще́ние иеро́глифов (кит. трад. 簡化字, упр. 简化 字, пиньинь jiǎnhuà zì, палл. цзяньхуацзы) — процесс разработки и внедрения новых норм письма в Китайской Народной Республике, а затем и в других странах, направленный на упрощение китайского письма. В рамках реформы было изменено написание 2235 иероглифов, имеющих наиболее сложное начертание.

## История
Упрощение иероглифического письма было предложено в начале XX века, так как сложная письменность рассматривалась как одна из причин широкой неграмотности населения и экономического отставания Цинской империи. Фактически, упрощённые иероглифы существовали и раньше, в частности, в скорописи.
Первая попытка узаконить упрощённые знаки на современном этапе — это период с 1851 по 1864 годы, а именно — во время восстания тайпинов (1850—1865 годах) началось использование распространённых в народе упрощённых иероглифов на печатях, в документах и книгах. Кроме того, в этот период также было создано много[сколько?] собственных упрощений[каких?]. Они не полностью соответствовали «шести категориям» иероглифов и «были экономнее в использовании черт». Эти упрощённые иероглифы в большинстве своём вошли в «Проект упрощения китайских иероглифов». Проект принято связывать с представлением в 1909 году в журнале «Альманах образования» статьи «Соответствующие общему образованию использующиеся обиходные иероглифы», с которой, собственно, и начинается исследование[кем?] данной темы.
В 1935 году Китайская Республика предприняла попытку внедрить 324 упрощённых иероглифа по составленному Цянь Сюаньтуном списку, но из-за сопротивления консерваторов уже в феврале 1936 года они были выведены из официального употребления.

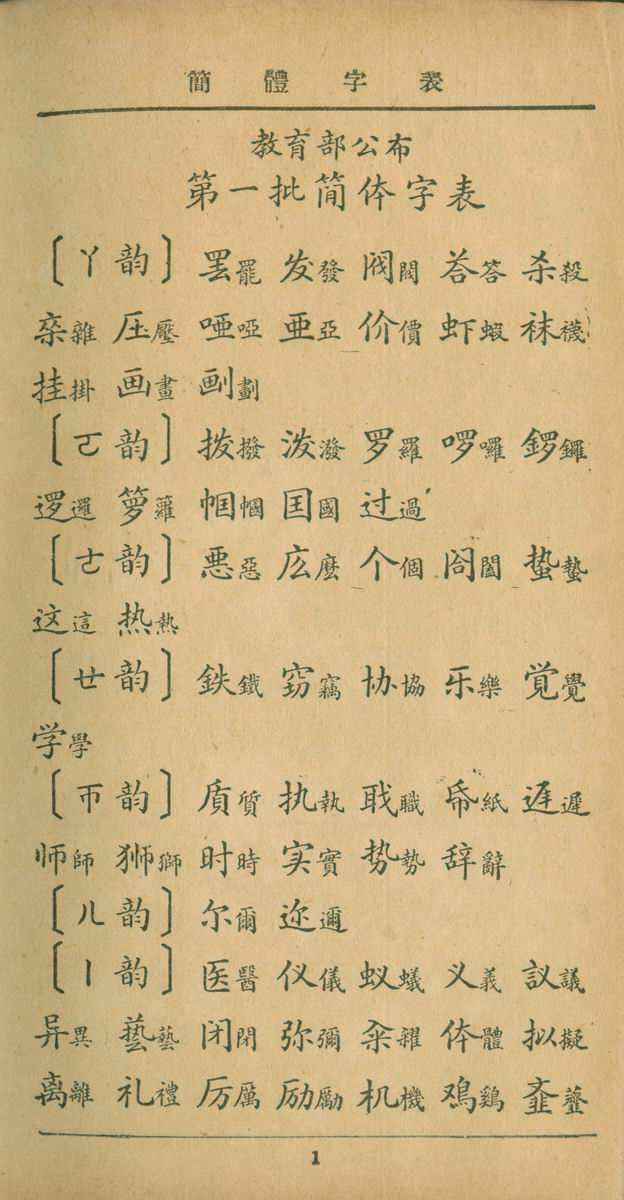
Упрощённые иероглифы 1935 года

Проект систематического упрощения был начат в 1930—1940-х годах, в годы японской оккупации, параллельно с упрощением японских иероглифов (см. синдзитай). Упрощённые иероглифы в Китае называются кит. трад. 簡體字, упр. 简体字, пиньинь jiăntĭzì, палл. цзяньтицзы.
В КНР официальное предложение упрощения иероглифов (кит. трад. 漢字簡化方案, упр. 汉字简化方案, пиньинь hànzì jiǎnhuà fāng'àn) было опубликовано в 1956 году. При этом список упрощённых иероглифов лишь частично совпадал с японскими синдзитай, однако правительство КНР предложило гораздо более широкий список. Закрепила официальный статус упрощённых иероглифов выпущенная в 1964 году «Сводная таблица упрощения иероглифов» (кит. трад. 簡化字總表, упр. 简化字总表, пиньинь jiǎnhuàzì zǒngbiǎo, палл. Цзяньхуацзы Цзунбяо), в которой содержался список из 2238 иероглифов, заменяемых упрощёнными вариантами.
В 1975 году был подготовлен второй этап реформы (кит. трад. 二簡字, упр. 二简字, пиньинь Èr jiǎn zì, палл. Эрцзяньцзы), упростивший ещё 248 иероглифов и предложивший для комментариев 605. С 1977 крупнейшие газеты, такие как «Жэньминь жибао», стали использовать дополнительные упрощения, но возникшая путаница заставила правительство сначала обратиться к школам и издательствам с просьбой приостановить печать книг и обучение с использованием нововведений, а 24 июня 1986 — и вовсе отменить второй этап. Был вновь утверждён стандарт 1964 года за исключением 3 упрощений иероглифов, таким образом, осталось 2235 упрощений, а 10 октября того же года было объявлено, что все дальнейшие реформы письма будут проводиться с большой осторожностью.
Сингапур начал введение упрощённых иероглифов в 1969 году, когда министерство образования утвердило 498 упрощённых иероглифов на замену 502 традиционным (некоторые традиционные иероглифы были объединены). В 1974 году был проведён следующий этап реформы, упростивший 2287 иероглифов. После этого оставалось 49 различий с письмом, используемым в Китае, которые были устранены в 1976 году. Однако Сингапур не стал вводить вторую серию упрощений и после её отмены в 1993 году принял китайские поправки 1986 года.
Малайзия ввела упрощённые иероглифы, идентичные принятым в КНР, в 1981 году. Тайвань, Макао и Гонконг продолжают использовать традиционные иероглифы.
Япония, также использующая китайские иероглифы, называемые там кандзи, упростила написание некоторых из них в 1946 году (процесс упрощения начался с 1930-х годов). Некоторые, но не все, упрощения совпадали с китайскими.
В Южной Корее, где заимствованные китайские иероглифы, называемые ханча, практически полностью вытеснены письменностью хангыль (а в КНДР официально вовсе не используются), упрощение не производилось.

## Принципы упрощения
В 1952 году Китайский исследовательский комитет реформирования письменности установил в качестве основного принципа упрощения иероглифов цитату из Лунь Юй «развиваем, но не сочиняем» (кит. 述而不作, пиньинь Shù ér bùzuò, палл. Шу эр буцзо).
По мере исследований были разработаны следующие принципы упрощения:
- Следование обычаям и простоте
- Стандартизация
  - Устранение разнописных вариантов иероглифов
  - Выделение фонетических свойств
  - По возможности сохранение идеограммных свойств
- Стабильность
- Практичность
- Надлежащая художественность

Также для использования выбираются устойчивые простонародные упрощения иероглифов и разнописи иероглифов с наименьшим количеством черт. Несмотря на стремление по возможности сохранять имеющиеся начертания иероглифов и их элементов, было создано немало принципиально новых форм, особенно на втором этапе упрощения.

## Методы упрощения

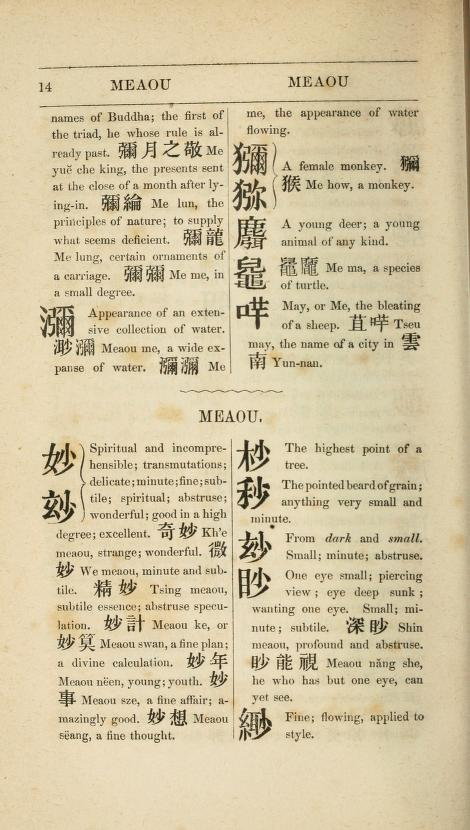
Многие «упрощённые» иероглифы (напр. 猕, mi, употребляющийся в слове 猕猴, mihou, «макака») существовали в прошлом в качестве вариантов стандартных иероглифов (獼). (Словарь Моррисона, первоначально изданный ок. 1820 года)

Иероглифы упрощались несколькими методами:
1. Замена сложных частей часто используемых иероглифов более простыми:
  - 對 → 对; 觀 → 观; 風 → 风 и т. д.
2. Изменение фонетического компонента:
  - 潔 → 洁; 鄰 → 邻; 極 → 极 и т. д.
3. Удаление компонентов:
  - 廣 → 广; 寧 → 宁; 滅 → 灭 и т. д.
4. Использование курсивного каллиграфического начертания (кит. трад. 草書楷化, упр. 草书楷化, пиньинь cǎoshūkǎihuà):
  - 書 → 书; 長 → 长; 馬 → 马 и т. д.
5. Использование древних иероглифов, более простых по форме:
  - 涙 → 泪; 網 → 网; 傑 → 杰 и т. д.
6. Создание новых комбинаций ключ-ключ:
  - 體 → 体; 塵 → 尘; 竃 → 灶 и т. д.
7. Создание новых комбинаций ключ — фонетическая часть:
  - 護 → 护; 驚 → 惊; 膚 → 肤 и т. д.
8. Замена иероглифа на другой с тем же или похожим произношением:
  - 餘 → 余; 穀 → 谷; 後 → 后 и т. д.
9. Объединение нескольких иероглифов в один с более простым написанием:
  - 髮 и 發 → 发; 儘 и 盡 → 尽 и т. д.
10. Упрощение компонента, часто встречающегося в иероглифах:
  - 門 → 门; 閉 → 闭; 問 → 问 и т.д (два исключения из этого правила — иероглиф «открыть»: 開 → 开, и «закрыть» 關 → 关, где ключ «ворота» (門) полностью опускается.)

Поскольку несколько традиционных иероглифов иногда заменяются одним и тем же упрощённым, издание классических текстов упрощённым письмом может вызвать путаницу. В редких случаях упрощённые иероглифы бывают на одну или две черты сложнее традиционных из-за систематического упрощения. Например, 搾 заменён на ранее существовавший вариант 榨. Ключ «рука» в левой части (扌), состоящий из трёх черт, заменён на ключ «дерево» (木) из четырёх черт.
Иероглифы, оставленные в неизменном виде — например, «工欲善其事，必先利其器», называются наследуемыми (кит. упр. 传承字, пиньинь chuánchéngzì). Эти иероглифы невозможно отнести ни к традиционным, ни к упрощённым иероглифам. Письменность с использованием упрощённых и наследуемых иероглифов получила название упрощённый китайский (кит. трад. 簡體中文, упр. 简体中文, пиньинь jiǎntǐ zhōnɡwén, палл. Цзяньти чжунвэнь).

## Примеры
|                                        | Традиционные | Упрощённые в Китае | Упрощённые в Японии | Перевод                    |
| -------------------------------------- | ------------ | ------------------ | ------------------- | -------------------------- |
| Упрощённые в Китае, но не в Японии     | 電           | 电                 | 電                  | электричество              |
| Упрощённые в Китае, но не в Японии     | 買           | 买                 | 買                  | покупать                   |
| Упрощённые в Китае, но не в Японии     | 開           | 开                 | 開                  | открывать                  |
| Упрощённые в Китае, но не в Японии     | 東           | 东                 | 東                  | восток                     |
| Упрощённые в Китае, но не в Японии     | 車           | 车                 | 車                  | повозка, автомобиль        |
| Упрощённые в Китае, но не в Японии     | 紅           | 红                 | 紅                  | красный, алый              |
| Упрощённые в Китае, но не в Японии     | 無           | 无                 | 無                  | му                         |
| Упрощённые в Китае, но не в Японии     | 鳥           | 鸟                 | 鳥                  | птица                      |
| Упрощённые в Китае, но не в Японии     | 熱           | 热                 | 熱                  | горячий                    |
| Упрощённые в Китае, но не в Японии     | 時           | 时                 | 時                  | время                      |
| Упрощённые в Китае, но не в Японии     | 語           | 语                 | 語                  | язык, речь                 |
| Упрощённые в Японии, но не в Китае     | 佛           | 佛                 | 仏                  | Будда                      |
| Упрощённые в Японии, но не в Китае     | 惠           | 惠                 | 恵                  | услуга                     |
| Упрощённые в Японии, но не в Китае     | 德           | 德                 | 徳                  | добродетель                |
| Упрощённые в Японии, но не в Китае     | 拜           | 拜                 | 拝                  | коутоу, молиться кому-либо |
| Упрощённые в Японии, но не в Китае     | 黑           | 黑                 | 黒                  | чёрный                     |
| Упрощённые в Японии, но не в Китае     | 冰           | 冰                 | 氷                  | лёд                        |
| Упрощённые в Японии, но не в Китае     | 兔           | 兔                 | 兎                  | кролик                     |
| Упрощённые в Японии, но не в Китае     | 妒           | 妒                 | 妬                  | зависть                    |
| Упрощённые по-разному в Китае и Японии | 聽           | 听                 | 聴                  | слушать                    |
| Упрощённые по-разному в Китае и Японии | 證           | 证                 | 証                  | сертификат, доказательство |
| Упрощённые по-разному в Китае и Японии | 龍           | 龙                 | 竜                  | дракон                     |
| Упрощённые по-разному в Китае и Японии | 賣           | 卖                 | 売                  | продавать                  |
| Упрощённые по-разному в Китае и Японии | 龜           | 龟                 | 亀                  | черепаха                   |
| Упрощённые по-разному в Китае и Японии | 歲           | 岁                 | 歳                  | возраст, год               |
| Упрощённые по-разному в Китае и Японии | 藝           | 艺                 | 芸                  | искусство                  |
| Упрощённые по-разному в Китае и Японии | 戰           | 战                 | 戦                  | война, битва               |
| Упрощённые по-разному в Китае и Японии | 關           | 关                 | 関                  | закрывать                  |
| Упрощённые по-разному в Китае и Японии | 鐵           | 铁                 | 鉄                  | железо, металл             |
| Упрощённые по-разному в Китае и Японии | 圖           | 图                 | 図                  | карта, картина             |
| Упрощённые по-разному в Китае и Японии | 團           | 团                 | 団                  | группа                     |
| Упрощённые по-разному в Китае и Японии | 轉           | 转                 | 転                  | поворачивать               |
| Упрощённые по-разному в Китае и Японии | 廣           | 广                 | 広                  | широкий                    |
| Упрощённые по-разному в Китае и Японии | 惡           | 恶                 | 悪                  | плохой, злой               |
| Упрощённые по-разному в Китае и Японии | 豐           | 丰                 | 豊                  | обильный                   |
| Упрощённые по-разному в Китае и Японии | 腦           | 脑                 | 脳                  | мозг                       |
| Упрощённые по-разному в Китае и Японии | 雜           | 杂                 | 雑                  | разнообразный              |
| Упрощённые по-разному в Китае и Японии | 壓           | 压                 | 圧                  | давление, сжатие           |
| Упрощённые по-разному в Китае и Японии | 雞           | 鸡                 | 鶏                  | курица                     |
| Упрощённые по-разному в Китае и Японии | 價           | 价                 | 価                  | цена                       |
| Упрощённые по-разному в Китае и Японии | 樂           | 乐                 | 楽                  | радость, веселье           |
| Упрощённые по-разному в Китае и Японии | 氣           | 气                 | 気                  | воздух, дух                |
| Упрощённые по-разному в Китае и Японии | 廳           | 厅                 | 庁                  | зал, офис                  |
| Упрощённые одинаково в Китае и Японии  | 聲           | 声                 | 声                  | голос, звук                |
| Упрощённые одинаково в Китае и Японии  | 學           | 学                 | 学                  | учить                      |
| Упрощённые одинаково в Китае и Японии  | 體           | 体                 | 体                  | тело                       |
| Упрощённые одинаково в Китае и Японии  | 點           | 点                 | 点                  | точка                      |
| Упрощённые одинаково в Китае и Японии  | 貓           | 猫                 | 猫                  | кошка                      |
| Упрощённые одинаково в Китае и Японии  | 蟲           | 虫                 | 虫                  | насекомое                  |
| Упрощённые одинаково в Китае и Японии  | 舊           | 旧                 | 旧                  | старинный                  |
| Упрощённые одинаково в Китае и Японии  | 會           | 会                 | 会                  | мочь; встречать            |
| Упрощённые одинаково в Китае и Японии  | 萬           | 万                 | 万                  | 10 000                     |
| Упрощённые одинаково в Китае и Японии  | 盜           | 盗                 | 盗                  | вор                        |
| Упрощённые одинаково в Китае и Японии  | 寶           | 宝                 | 宝                  | сокровище                  |
| Упрощённые одинаково в Китае и Японии  | 國           | 国                 | 国                  | страна                     |
| Упрощённые одинаково в Китае и Японии  | 醫           | 医                 | 医                  | медицина                   |